# Rom russi
I rom russi (in russo Руска́ Рома́?), noti anche come Ruska roma o Xaladitka roma (in russo Халадытка Рома?), cioè soldati rom) sono il principale sottogruppo romanì in Russia e Bielorussia, ma anche in Ucraina centrale e orientale, Francia, Canada e Stati Uniti.
La lingua dei rom russi, anche detta Ruska Romanì, contiene alcune parole tedesche, polacche e russe, nonché una parte di grammatica ucraina e russa. La maggior parte dei rom russi sono cristiani ortodossi, mentre quelli che vivono in aree prevalentemente musulmane (come il Caucaso) tendono ad essere musulmani.
Le loro professioni tradizionali sono il commercio di cavalli e le arti (musica, danza). Nel 2016 la maggior parte dei cantanti, attori, ballerini e musicisti romanì in Russia erano di origine rom russa. La loro cultura musicale è considerata la principale cultura rom in Russia ed è presa a esempio da altri rom.
L'abbigliamento tradizionale dei rom russi si basa sull'abbigliamento tradizionale russo e Kalderash ed è utilizzato spesso da cantanti e ballerini.

## Storia

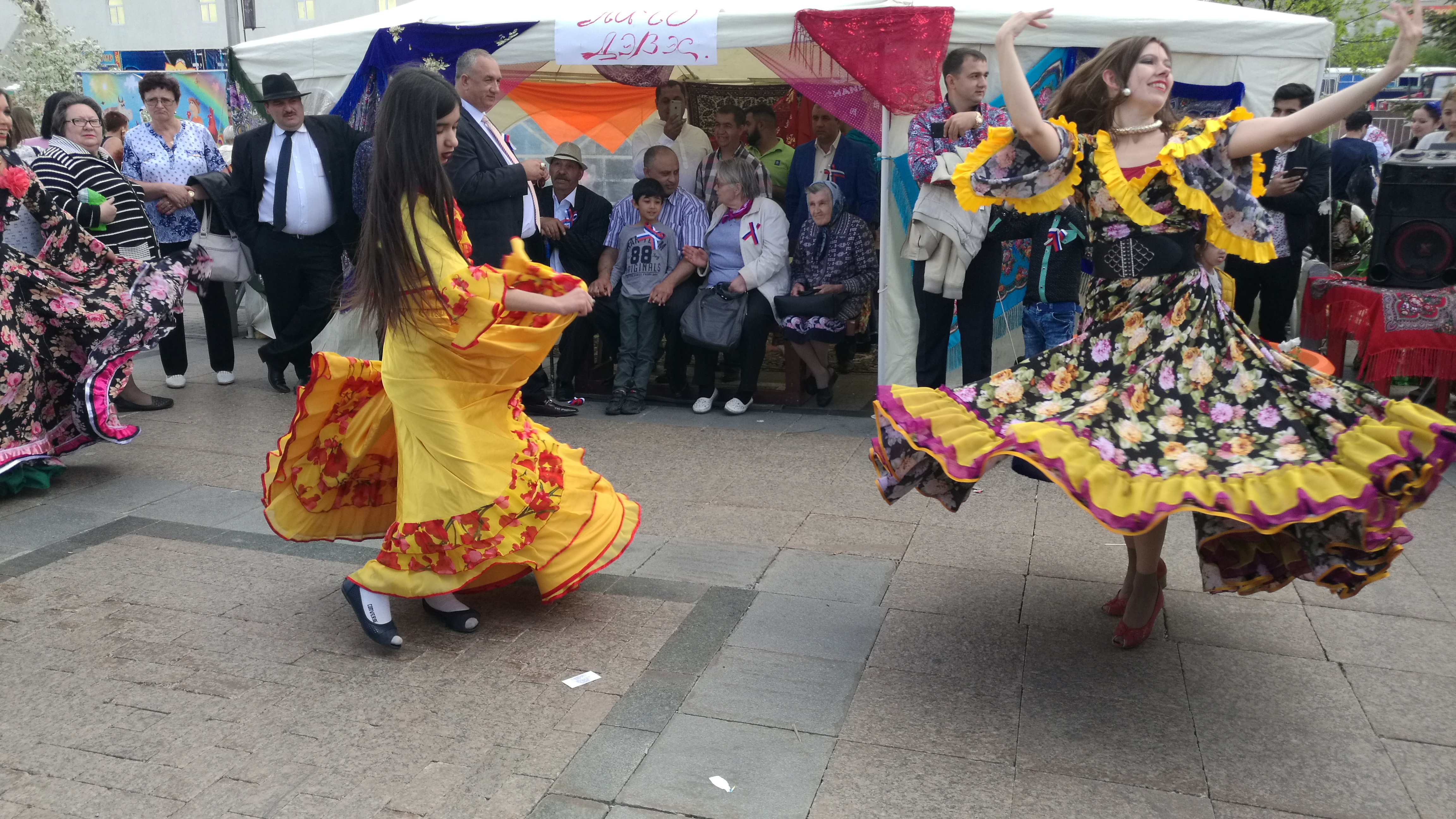
Festival romanì a Tjumen', 2018

All'inizio del XIX secolo esistevano già diversi cori romanì costituiti da rom russi che erano servi; considerati così talentuosi che i loro proprietari li tenevano in considerazione. I cori romanì di Mosca e San Pietroburgo erano molto popolari durante il XIX secolo e i nobili russi a volte sposavano le ragazze del coro
I rom in Russia furono principalmente mercante di cavalli nomadi e cantanti. Viaggiavano durante l'estate e alloggiavano nei cottage dei contadini russi durante l'inverno. Pagavano il loro alloggio con denaro o prendendosi cura dei cavalli. I rom russi erano molto popolari tra i contadini che amavano la loro musica e le loro danze.
Nel 1812, quando Napoleone invase la Russia, la diaspora rom di Mosca e San Pietroburgo donò ingenti somme di denaro e cavalli all'esercito russo. Molti giovani romanì presero parte alla guerra come ulani. Alla fine del XIX secolo, Nikolai Shishkin, di etnia rom russa, creò una compagnia teatrale rom, mettendo in scena pièce in lingua romanì.

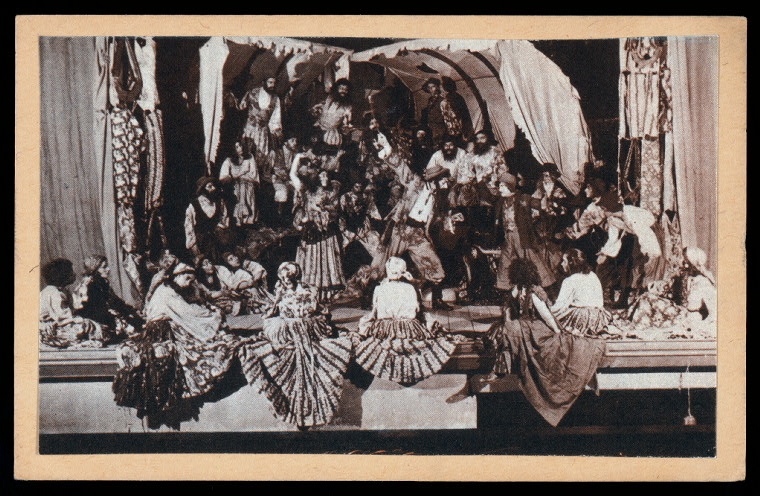
Il teatro rom di Mosca (Teatro Romen)

Dopo la rivoluzione di ottobre, alcune famiglie rom abbandonarono la Russia e diversi giovani romanì presero parte alla guerra civile. Negli anni '20 e '30, i rom dell'Unione Sovietica produssero una grande quantità di letteratura in lingua romanì basata su un dialetto dei rom russi. Nacque così la letteratura e la stampa romanì sovietica; la maggior parte dei poeti, scrittori e giornalisti rom provenivano dall'etnia dei rom russi. 
Nel 1925 l'Unione dei Rom residenti nella Repubblica Socialista Sovietica iniziò la pubblicazione della rivista "Nevo Drom" (nuovo cammino) in lingua romanì, che segna l'avvio del movimento letterario romanò in Russia. Radio Mosca incluse trasmissioni in lingua romanì, mentre a Uzhoron venne fondata una scuola in lingua romanì e pubblicato un sillabario romanès. Negli anni '30 i rom dell'URSS furono sottoposti a repressioni di massa, e la stampa e la letteratura rom furono proibite.
Durante la seconda guerra mondiale alcuni rom russi entrarono nell'esercito, di leva e come volontari. Presero parte alla guerra come soldati, ufficiali, fanti, alla guida dei carri armati, artiglieri, aviatori, autisti, paramedici e medici. Alcuni adolescenti, adulti, ma anche anziani diventarono partigiani. Attori, cantanti, musicisti e ballerini romanì (soprattutto donne) si sono esibirono per i soldati in prima linea e negli ospedali. Un gran numero di rom, compresi molti rom russi, morirono o furono assassinati in territori occupati dal nemico, in battaglie e nell'assedio di Leningrado.
Dopo la seconda guerra mondiale la musica dei rom russi divenne molto popolare, il teatro rom, i cantanti e gli ensemble romanì prosperarono, e la cultura rom russa iniziò ad essere percepita come la cultura rom di base. Dopo il decreto sull'interdizione della vita nomade (1956), i rom russi iniziarono a vivere in abitazioni fisse in modo permanente.
Negli anni '80 alcuni rappresentanti delle famiglie artistiche dei rom russi dettero un notevole contributo alla musica "informale": jazz (Valentina Ponomarëva), rock (Valentina Ponomarëva, Michail Žemčužnyj Junior), chanson russa (Aleksej Dulkevič Junior). Negli anni '90, la loro musica perse la popolarità e attualmente ha un pubblico piuttosto limitato, ma è ancora popolare nei matrimoni e nelle feste di compleanno.